# Advanced Vehicle Engineers
Advanced Vehicle Engineers (AVE) foi uma companhia de aviação americana fundada em 1968 em Van Nuys, Califórnia, por Henry Smolinski, engenheiro aeronáutico formado pelo Instituto de Tecnologia Northrop, com o propósito de desenvolver um carro voador. 
O único produto da empresa, o AVE Mizar, foi destruído em um acidente em 1973 que provocou também a morte Smolinski e seu sócio Harold Blake.